# Nāndar-e Bālā
Nāndar-e Bālā (persiska: ناندر بالا, Nāmdar-e Bālā, نامدر بالا) är en ort i Iran.   Den ligger i provinsen Hormozgan, i den sydöstra delen av landet, 1 000 km sydost om huvudstaden Teheran. Nāndar-e Bālā ligger 1 147 meter över havet och antalet invånare är 120.
Terrängen runt Nāndar-e Bālā är varierad. Runt Nāndar-e Bālā är det ganska glesbefolkat, med 50 invånare per kvadratkilometer. Närmaste större samhälle är Ḩashām Balm, 14,8 km nordost om Nāndar-e Bālā. Omgivningarna runt Nāndar-e Bālā är i huvudsak ett öppet busklandskap.